# Charles Taylor
Charles Taylor, född 28 januari 1948 i Arthington nordväst om Monrovia, är en liberiansk före detta krigsherre som var Liberias president 1997–2003.

## Biografi
Taylor kom från en välbärgad liberiansk familj och skickades till USA för att få sin utbildning, något som är vanligt inom den amerikanskättade och -inspirerade överklassen i Liberia.
Taylor inledde ett väpnat uppror 1989 mot den sittande presidenten Samuel Doe. I september 1990 infångades Doe och torterades till döds av sina motståndare. I det inbördeskrig som följde efter Does fall (1989–1996) dödades uppskattningsvis 200 000 människor och över en miljon flydde sina hem.
Under inbördeskriget tvångsrekryterade Taylors rebellarmé NPFL barnsoldater som ibland drogades för att klara krigets strapatser och påfrestningar. Grova övergrepp mot civila begicks många gånger av sådana underåriga, narkotikarusiga krigare. Taylors regim gjorde sig känd för sin grymhet mot civila och Taylor anses av många ha varit en av Afrikas mest despotiska ledare.
Han blandade sig även i flera andra väpnade konflikter i Liberias grannländer, främst i Sierra Leone där han stöttade rebellgruppen Revolutionary United Front i utbyte mot exempelvis diamanter som Taylor omsatte i pengar. Han tros ha varit en central aktör inom den internationella smugglingen av diamanter under dessa år.
År 1996 erövrade Taylors rebellrörelse den fulla kontrollen över Liberia. Han utnyttjade denna militära kontroll samt finansiella medel och propaganda för att segra i de presidentval som hölls 1997.

### Gripande
I augusti 2003 tvingades Taylor slutligen fly landet eftersom nya rebeller från norra delen av landet var på väg att inta huvudstaden Monrovia. Mellan 2003 och 2006 levde han i exil i Nigeria, med den nigerianska regeringens goda minne. Efter kraftiga påtryckningar från USA, FN och den nya, demokratiska regeringen i Liberia under Ellen Johnson-Sirleaf, beslutade Nigerias president Olusegun Obasanjo i mars 2006 att Taylor skulle utlämnas. Strax innan utlämningen skulle verkställas, rymde Taylor från sin bostad i nigerianska Calabar. Han infångades dock redan dagen därpå vid en gränskontroll mellan Nigeria och Kamerun. Den 29 mars 2006 flögs Taylor, via Monrovia, till den FN-sanktionerade Specialdomstolen för Sierra Leone i Freetown, Sierra Leone där han skulle ställas inför rätta för krigsförbrytelser och brott mot mänskligheten. Då säkerheten inte kunde garanteras i Freetown flyttades Taylor till nederländska Haag.
Där pågår förhandlingar måndag - fredag i Internationella brottmålsdomstolens domstolslokaler i Haag, Nederländerna. Hittills har tribunalen hört mer än 80 vittnen. Åtalet innehåller 11 brottsrubriceringar, bland annat anstiftan till mord, våldtäkt och tortyr. Taylor fanns den 26 april 2012 skyldig av domstolen. Den 30 maj dömdes han till 50 års fängelse.
I oktober 2021 lämnade Charles Taylor, dömd till 50 års fängelse för brott mot mänskligheten 2012 för sin roll under inbördeskriget i Sierra Leone, ett klagomål mot Liberia för "utan betalning av sin pensionering". Detta klagomål lämnades in till domstolen för den ekonomiska gemenskapen av västafrikanska stater (ECOWAS).

## Övrigt
I filmen Lord of War (2005) är karaktären André Baptiste, spelad av Eamonn Walker, baserad på Charles Taylor.